# Koji Tano
Koji Tano (田野幸治), ook bekend als MSBR, (Uchiko, Ehime, 9 februari 1961 – Tokio, 31 juli 2005) was een Japans noisemuzikant. Daarnaast was hij bekend als manga-tekenaar.
Tano was een sleutelfiguur in de Japanse noise-scene. In 1996 zette hij de eerste uitgebreide noise-website op. Hij bracht sinds 1997 het tijdschrift Denshi Zatsuon ("Electro Noise") uit, organiseerde tournees, en had twee muzieklabels en een winkel. Daarnaast was hij zelf als muzikant actief onder de naam MSBR (Molten Salt Breeder Reactor). Zijn eigen muziek bracht hij veelal uit op compact cassette op een van zijn eigen labels, maar in 1997 verscheen ook een cd op het Duitse Heel Stone-label: Collapseland, geïnspireerd door de aardbeving bij Kobe in 1995. Ook nam hij een cd op met zijn landgenoot Kengo Iuchi. Werk van MSBR is verder op verzamel-cd's met andere noise-muzikanten te vinden. De verpakkingen van MSBR-producten maakte Tano vaak zelf. Tano vond dat leuk om te doen en wilde via zijn verpakkingen de zintuigen prikkelen.
De eerste elpee die hij kocht was In the Court of the Crimson King van King Crimson. Tano was voorts een fan van Richard Pinhas en diens spacerockband Heldon en van Hawkwind.
Aanvankelijk maakte Tano elektronische geluiden met behulp van een synthesizer, maar rond zijn 37ste schakelde hij over op het opknippen en met een Korg gitaarsynthesizer vervormen van omgevingsgeluiden die hij eerst met een DAT-recorder had opgenomen. Van digitale geluiden moest hij niets hebben.
Tano gaf zijn laatste concert op 16 april 2005. In mei van dat jaar werd darmkanker bij hem geconstateerd die niet meer behandelbaar was. Twee maanden later overleed Tano op 44-jarige leeftijd in zijn woonplaats Tokio aan deze ziekte.